# Polámaná kola
Polámaná kola jsou mramorová skulptura umístěná v univerzitním kampusu VŠB – Technické univerzity Ostrava v Ostravě-Porubě v Moravskoslezském kraji. Autorem je maďarský sochař Gábor Miklya (* 1971).

## Další informace
Dílo se nachází v exteriéru u vstupu do kruhové posluchárny „C“ VŠB-TU Ostrava a pochází ze Sochařského sympozia Plesná 2016 a bylo instalováno v prosinci 2017.
Dílo, které je součástí volně přístupných sbírek Univerzitního muzea VŠB-TU Ostrava, znázorňuje polámané (rozbité) kolo na dvě části. Obě části kola jsou vyvýšené na kvádru obklopeném zelení.

## Galerie

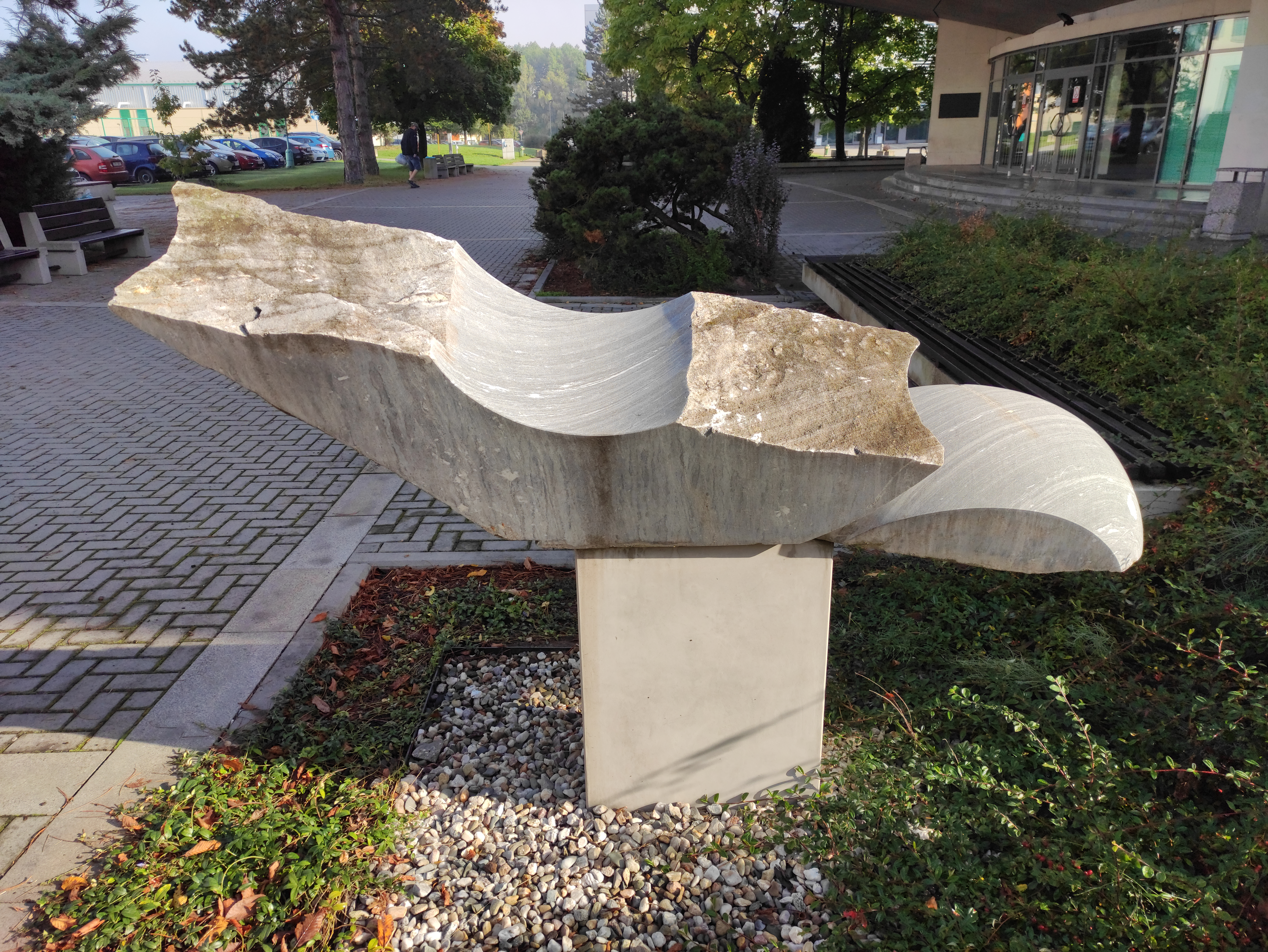